# نیروگاه گازی
نیروگاه گازی (به انگلیسی: Gas power plant) نیروگاهی است که سیال عامل در آن هوا است و بر اساس سیکل برایتون کار می‌کند. این نیروگاه دارای توربین گازی است و دارای سه جزء اصلی کمپرسور، اتاق احتراق و توربین گاز می‌باشد. نحوهٔ به کار افتادن موتورها در این نیروگاه‌ها بدین صورت است که سیال ورودی وارد کمپرسور شده و پس از تراکم و کمی گرم شدن وارد اتاق احتراق شده و توسط سوخت احتراق صورت می‌گیرد و سپس هوای داغ حاصل که کار همان بخار داغ را در توربین بخار انجام می‌دهد وارد توربین گازی شده و باعث چرخاندن ژنراتور می‌شود. کمپرسور به کار رفته در نیروگاه گازی همانند توربین می‌باشد. توربین‌های گازی که در نیروگاه‌ها و صنایع مورد استفاده قرار می‌گیرند مزایای زیادی دارند. اندازه نیروگاه توربین گازی، در مقایسه با نیروگاه بخار، کوچکتر، وزنش کمتر و هزینه اولیه آن برای تولید هر واحد توان از هزینه مربوط به نیروگاه بخار کمتر است.

## تاریخچه
این سیکل برای اولین بار توسط یک مهندس آمریکایی به نام جرج برایتون در سال ۱۸۷۲ ارائه شد، که به افتخارش این سیکل به سیکل برایتون نامگذاری شد. به کمک آن می‌توان رفتار سیستم، شرایط عملیاتی و انرژی مصرف شده یا تولید شده را محاسبه کرد، لذا اساس توربین‌های گازی بر این اساس بنا شده‌است.

## شرایط هوای ورودی به کمپرسور
هوای ورودی به کمپرسور نیروگاه گازی باید کاملاً تمیز باشد و از ذرات معلق در فضای اطراف خود کاملاً پاک باشد. زیرا با ورود هر کدام از این ذرات به داخل توربین می‌تواند مشکلاتی را در کارکرد آن ایجاد کند. تمامی توربین‌های گاز مجهز به سامانه‌های فیلتر متعددی جهت تمیز کردن هوای ورودی هستند که در این سامانه‌ها چند ردیف فیلترهای مختلف جهت جلوگیری از ورود قطعات بزرگ تا کوچک وجود دارد.
در ابتدای سامانه ورودی هوا از توری‌هایی با مش بزرگ جهت جلوگیری از ورود قطعات بزرگ مانند پرنده‌ها … استفاده می‌شود. در مرحله دوم فیلترهای فلزی قرار می‌گیرد که در آن ذرات عبوری در اثر دوران داخل فیلترها به اطراف کانال عبور هوا منتقل شده و از مسیر جریان خارج می‌شوند. در مرحله آخر از فیلترهای کاغذی یا پارچه‌ای استفاده می‌شود، تا از ذرات با قطر بزرگتر از ۵۰ میکرون جلوگیری کند.

## شرایط محفظه احتراق
در حقیقت وظیفه اصلی یک اتاق احتراق دریافت هوای فشرده از خروجی کمپرسور و انجام عمل احتراق کامل روی سوخت‌های وارد شده به آن، به شکل مداوم است. به منظور دستیابی به این هدف، طراحان اتاق‌های احتراق در توربین‌های گاز مدل‌های مختلفی را طراحی می‌کنند. در طراحی یک اتاق احتراق پارامترهای متعددی چون اطمینان از احتراق کامل سوخت، ایجاد فضای مورد نیاز در کوچکترین حجم ممکن، افت فشار کم، توزیع درجه حرارت یکسان در خروجی اتاق احتراق، کنترل دمای قطعات به کار رفته در ساختمان یک اتاق احتراق، پایداری شعله، عدم تشکیل کک و سایر اکسیدهای سوخت، حداقل بودن گازهای سمی در محصولات احتراق در نظر گرفته می‌شود. عموماً انواع متداول آن‌ها در صنعت به صورت‌های زیر می‌باشد:
1. از یک اتاق احتراق بزرگ که به شکل عمودی نسبت به شفت قرار دارد، استفاده می‌شود.
2. از دو اتاق احتراق نسبتاً بزرگ در دو طرف توربین و به صورت افقی نسبت به زمین قرار دارند.
3. از یک محفظه احتراق بزرگ و مشعل در مرکز قرار گرفته‌است.
4. از تعدادی اتاق احتراق حلقوی در دور تا دور کمپرسور با تعداد زیادی از نازل سوخت پاش استفاده می‌شود.

## قسمت‌های مختلف اتاق احتراق
قسمت‌های مختلف اتاق احتراق به شرح زیر می‌باشد:
- نازل‌های سوخت: یک نازل سوخت برای پاشش سوخت به داخل اتاق احتراق در نظر گرفته می‌شود و می‌تواند برای سوخت گاز یا گازوئیل یا هر دو و با ارزش‌های حرارتی متفاوت مورد استفاده قرار بگیرد. برای ورود گازوئیل یا سوخت‌های سنگین به داخل اتاق احتراق باید کاملاً دقت کرد که سوخت به‌طور کامل پودر گردد.
- محفظه احتراق: در هر محفظه احتراق سه منطقه قابل تشخیص است:

- منطقه مخلوط کردن سوخت و هوا (Mixing zone)
- منطقه اشتعال (Combustion zone)
- منطقه رقیق کردن گازهای حاصل (Dilution zone)
- قطعه یا قطعات انتقال دهنده گازهای داغ

## سیستم راه اندازی اولیه
برای راه‌اندازی سیستم اولیه یک توربین گاز می‌توان از سیستم‌های مختلفی استفاده کرد. طراحی و اجرای سیستم راه اندازی یک توربین گاز بر اساس نوع توربین یا سفارش کارفرما می‌تواند متفاوت باشد.
در بسیاری از توربین‌های گازی موجود، از یک الکتروموتور برای راه اندازی اولیه توربین استفاده می‌شود. این الکتروموتور از طریق برق شبکه یا واحدهای مجاور راه اندازی شده و به تدریج دور توربین گاز را بالا می‌برد. پس از رسیدن دور به دور مجاز، شیر سوخت باز شده و هم‌زمان جرقه زدن نیز در داخل اتاق یا اتاق‌های احتراق فعال می‌شود. با ایجاد شعله و انتقال انرژی حرارتی به توربین، این قسمت شروع به تولید کار مکانیکی می‌نماید.